# Han Soon-chul
Han Soon-chul (koreanisch 한순철; * 30. Dezember 1984 in Sokcho, Gangwon-do) ist ein ehemaliger südkoreanischer Boxer und Silbermedaillengewinner im Leichtgewicht der Olympischen Spiele 2012 in London.

## Boxkarriere
Han Soon-chul gewann bei den Asienspielen 2006 in Doha die Silbermedaille im Bantamgewicht, wobei ihm unter anderem ein Sieg gegen Enchbatyn Badar-Uugan gelungen war. Nach dem Ausscheiden in den Vorrunden bei der Asienmeisterschaft 2007 in Ulaanbaatar und der Weltmeisterschaft 2007 in Chicago, erkämpfte er 2008 den dritten Platz bei der asiatischen Olympiaqualifikation in Astana und konnte daraufhin an den Olympischen Spielen 2008 in Peking teilnehmen, wo er in der Vorrunde des Bantamgewichts gegen Héctor Manzanilla ausschied.
Im Anschluss boxte er im Leichtgewicht, war Achtelfinalist der Weltmeisterschaft 2009 in Mailand, Bronzemedaillengewinner der Asienspiele 2010 in Guangzhou und Achtelfinalist der Asienmeisterschaft 2011 in Incheon.
Bei der Weltmeisterschaft 2011 in Baku siegte er gegen Iwan Barantschyk, Syimyk Abdyldabek und Liu Qiang, ehe er im Viertelfinale gegen Yasniel Toledo unterlag, sich mit diesem Erfolg jedoch für die Olympischen Spiele 2012 in London qualifizierte. Dort kam er mit Siegen gegen Mohamed Ramadan, Wasgen Safarjanz, Fazliddin Gʻoibnazarov und Evaldas Petrauskas bis in das Finale, wo er gegen Wassyl Lomatschenko verlor und die olympische Silbermedaille gewann. Er war mit diesem Erfolg der erste südkoreanische Boxer seit 16 Jahren, der ein olympisches Finale erreichen konnte.
Bei den Asienspielen 2014 in Incheon verlor er im Viertelfinale.